# Орнезан
Орнеза́н (фр. Ornézan) — коммуна во Франции, находится в регионе Юг — Пиренеи. Департамент — Жер. Входит в состав кантона Ош-Сюд-Эст-Сесан. Округ коммуны — Ош.
Код INSEE коммуны — 32302.

## География
Коммуна расположена приблизительно в 610 км к югу от Парижа, в 70 км западнее Тулузы, в 16 км к югу от Оша.
По территории коммуны протекает река Жер.

## Климат
Климат умеренно-океанический. Лето жаркое и немного дождливое, температура часто превышает 35 °С. Зимой часто бывает отрицательная температура и ночные заморозки. Годовое количество осадков — 700—900 мм.

## Население
Население коммуны на 2010 год составляло 240 человек.
| 1962 | 1968 | 1975 | 1982 | 1990 | 1999 | 2010 |
| ---- | ---- | ---- | ---- | ---- | ---- | ---- |
| 222  | 209  | 209  | 216  | 225  | 236  | 240  |

## Администрация
| Период | Период | Фамилия      | Партия | Примечания |
| ------ | ------ | ------------ | ------ | ---------- |
| 2001   | 2020   | Этьен Савари |        |            |

## Экономика
В 2010 году среди 157 человек трудоспособного возраста (15-64 лет) 127 были экономически активными, 30 — неактивными (показатель активности — 80,9 %, в 1999 году было 71,9 %). Из 127 активных жителей работали 120 человек (60 мужчин и 60 женщин), безработных было 7 (5 мужчин и 2 женщины). Среди 30 неактивных 8 человек были учениками или студентами, 13 — пенсионерами, 9 были неактивными по другим причинам.

## Фотогалерея
- Орнезан
- Церковь Св. Екатерины
- Замок
- Бывшая школа
- Водяная мельница
- Плотина на реке Жер